# Pandita sinope
Pandita sinope är en fjärilsart som beskrevs av Moore 1857. Pandita sinope ingår i släktet Pandita och familjen praktfjärilar. Inga underarter finns listade i Catalogue of Life.